# Pietro Valeriani Duraguerra
Pietro Valeriani Duraguerra (Priverno, ... – Roma, 17 dicembre 1302) è stato un cardinale, diplomatico e notaio italiano.

## Nome
Il suo nome può essere trovato nelle fonti sia nella forma Pietro Valeriano che in quella Pietro Valeriani, tuttavia è la seconda grafia quella da considerarsi più corretta: Valeriani era infatti un patronimico, come dimostra la forma alternativa di Valeriano attribuita in altre fonti ai suoi fratelli. Il secondo elemento del suo nome venne a volte erroneamente considerato come un cognome o, nella forma Valeriano, come parte del nome di battesimo.

## Biografia
Nato intorno alla metà del Duecento, Pietro era figlio Valeriano Duraguerra e, perciò, membro di una delle maggiori famiglie aristocratiche della Marittima.
In giovane età, fu mandato a studiare diritto canonico presso l'università di Bologna, dove conseguì la laurea entro il 1286, data a partire dalla quale è attestato col titolo di magister. Le sue capacità giuridiche favorirono una sua rapida ascesa negli ambienti della Curia: già nel 1286 è attestato come cappellano di papa Onorio IV, che lo nominò canonico della cattedrale di Soissons e gli affidò una delicata missione diplomatica in Toscana in favore di Percivalle Fieschi.
Fu tuttavia l'ingresso nella cerchia del cardinale Benedetto Caetani, nel 1291, a fare la fortuna del Duraguerra. Al seguito del Caetani, prese parte ad un'importante legazione pontificia a Lione e divenne presto rettore del Patrimonio di San Pietro in Tuscia. Nel 1295 a seguito dell'elezione a papa del suo protettore, il Valeriani fu nominato vicecancelliere apostolico (carica che continuò ad esercitare, seppur in modo discontinuo, fino al 1301); nel marzo dello stesso anno venne eletto arcivescovo di Amalfi da una parte del capitolo diocesano, ma rinunciò all'incarico; infine, il 17 dicembre 1295, venne creato cardinale diacono di Santa Maria Nuova.
Nel 1296 Pietro Valeriani fu inviato dal papa come legato in diversi territori dell'Italia centrale e settentrionale con l'obiettivo di risolvere alcune tensioni interne che minacciavano la stabilità di quelle zone. La sua opera mediatrice si rivelò, tuttavia, per lo più infruttuosa e addirittura a Bologna, durante un tentativo di mediazione tra le forze comunali e Azzo VIII d'Este, riuscì ad inimicarsi a tal punto la popolazione bolognese da essere cacciato dall'Emilia senza potervi più rientrare. Nella tarda estate del 1296 era a Firenze, dove prese parte alla cerimonia di posa della prima pietra della cattedrale di Santa Maria del Fiore. Pietro rientrò in Curia agli inizi del 1297, ponendo definitivamente fine alla sua breve esperienza di legato pontificio.

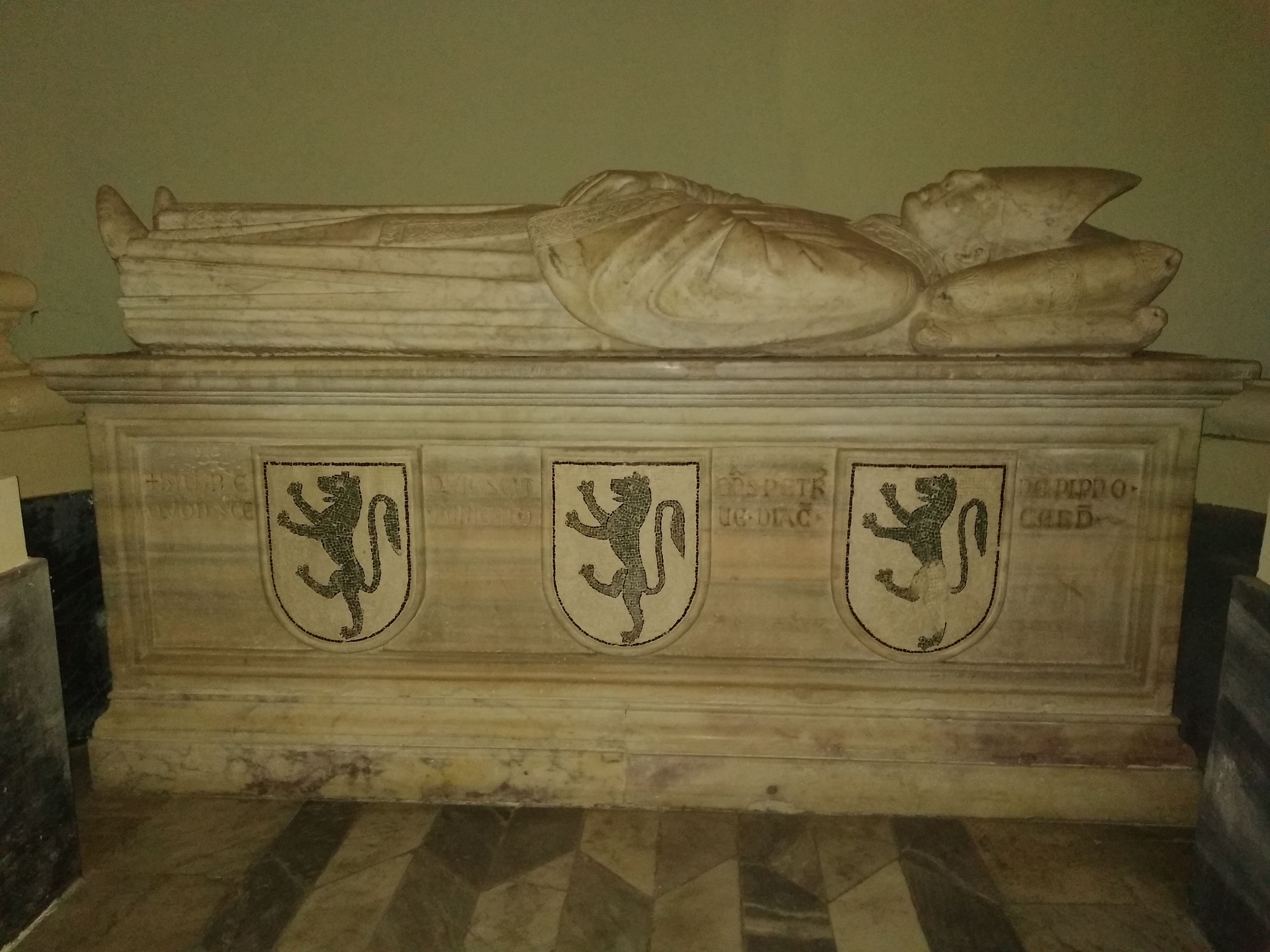
Monumento funebre del Valeriani nella basilica lateranense

Ripreso il suo ruolo curiale, il Duraguerra si dedicò principalmente a vagliare la legittimità canonica di alcuni provvedimenti presi dai predecessori di papa Bonifacio, tra i quali la dispensa papale di Niccolò IV che aveva autorizzato il matrimonio consanguineo tra Sancho IV di Castiglia e Maria di Molina nel 1282. La piena validità della loro unione venne riconosciuta solo nel 1301. Durante questo periodo, Pietro Viviani si occupò anche di controllare l'idoneità dei nuovi eletti presso alcune sedi episcopali ed abbaziali.
Durante lo scontro tra Bonifacio VIII e la famiglia Colonna, Pietro rimase sempre fedele al pontefice, difendendone la legittimità contro quelli che lo ritenevano un usurpatore del soglio pontificio.
Morì il 17 dicembre 1302, probabilmente a Roma, poco dopo essere stato nominato arciprete di San Giovanni in Laterano. Fu sepolto nella basilica lateranense; il suo monumento funebre fu probabilmente realizzato da Giovanni di Cosma o da un membro della sua scuola.

## Nepotismo
L'intera attività di Pietro Viviani Duraguerra all'interno della Curia e del collegio cardinalizio fu caratterizzata da uno smaccato nepotismo (pratica estremamente diffusa negli ambienti curiali dell'epoca) e da un generale favoritismo verso i membri della propria famiglia e i loro sodali, sia in ambito ecclesiastico che civile e amministrativo.
Nel 1296, mentre Pietro si trovava come legato in Romagna, suo fratello Massimo ne divenne rettore, prima di essere espulso dai ribelli insieme al fratello. Poi, dal 1301, lo stesso Massimo fu nominato podestà di Priverno, ricevendo al contempo numerosi feudi nei dintorni di Terracina per sé e per i propri parenti. Un suo nipote omonimo, pur essendo minorenne e laico, accumulò numerose prebende presso varie diocesi francesi e italiane.
Diversi uomini originari della Marittima vicini alla sua famiglia ottennero posizioni di rilievo all'interno degli uffici della Curia, tra i quali Giordano e Americo da Sermoneta, Giacomo Pagano e Giovanni da Priverno.
Dato il suo stretto legame con Bonifacio VIII, il Valeriani non mancò di favorire anche diversi membri della famiglia Caetani. Grazie alla sua mediazione, infatti, la famiglia del pontefice riuscì ad acquistare molteplici feudi e castelli in tutto il Basso Lazio e ad aumentare di conseguenza il proprio controllo sulla regione.
Grazie all'influenza di Pietro, le famiglie Duraguerra e Caetani rafforzarono i propri legami e accrebbero enormemente il loro potere, spartendosi di fatto il dominio sull'intero territorio della Campagna e Marittima a discapito di altre famiglie nobili locali come i Conti di Ceccano, che videro molti dei loro beni e possedimenti requisiti in favore delle due casate.